# عتيقة كروية حجرية التغذية
عتيقة كروية حجرية التغذية (الاسم العلمي:Archaeoglobus lithotrophicus) هي نوع من العتائق تتبع جنس العتيقة الكروية من فصيلة العتيقية الكروية        .	